# Хоэнбрунн
Хоэнбрунн (нем. Hohenbrunn) — община в Германии, в земле Бавария. 
Подчиняется административному округу Верхняя Бавария. Входит в состав района Мюнхен.  Население составляет 8954 человека (на 31 декабря 2010 года). Занимает площадь 16,82 км².

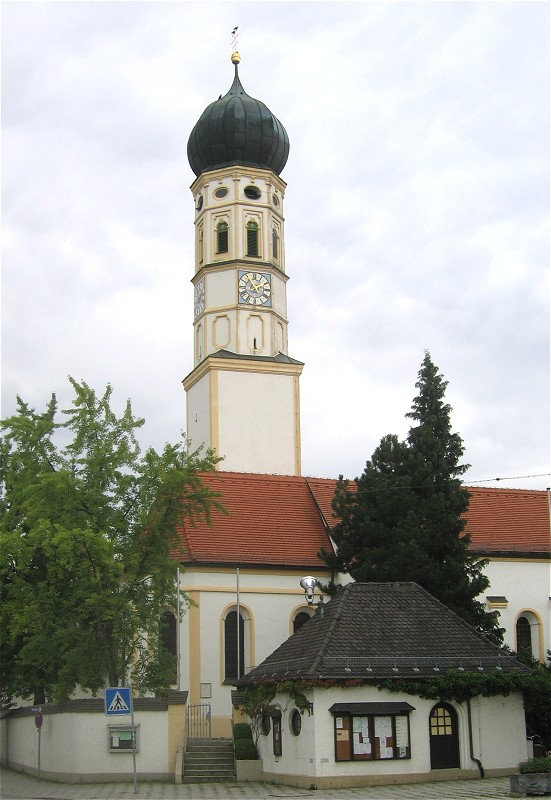
Хоэнбрунн